# Brescia
Brescia ([breša], lombardsky Brèsa [bresa]) je italské město v Lombardii, hlavní město provincie Brescia a po Miláně druhé největší lombardské město. Má asi 190 000 obyvatel. Brescia je rovněž známá jako „Italská lvice“.

## Název
Jméno Brescia pochází z benátské verze slova Brèsa odvozeného z longobardského názvu Brexia, které pochází z římského názvu colonia civica Augusta Brixia, které městu dal císař Augustus.
Latinské slovo Brixia je dobře zdokumentováno v klasickém období (Katullus, Livius, Plinius starší a jiní). Je spojováno výlučně s keltským slovem brica/briga (vrcholek, kopec) a vyskytuje se i v jiných oblastech, které poznaly keltský vliv: Bressa v Galii (dnešní Francie), Brexa ve Španělsku.

## Poloha
Provincie Brescia se nachází v pádské rovině, v oblasti s mnoha jezery. Město leží na úpatí Monte Maddalena a vrcholku Cidneo, na němž se nachází brešský zámek. Městem protéká řeka Mella, vytékající z údolí Val Trompia.

## Historie

### Od založení do galských dob
Původ Brescie je obestřen tajemstvím; existuje několik konkurujících si hypotéz. Nejpravděpodobnější legenda hledá počátky města v pozdní době bronzové, kdy ligurský král Cidno vpadl do pádské roviny a založil pevnost u kopce Cidneo, kde se dnes nachází zámek. Jiní tvrdí, že původní obyvatelé této oblasti byli Etruskové.
Kolem roku 202 př. n. l. vytvořily keltské kmeny v pádské nížině konfederaci proti Římanům. Jeden z kmenů se však tajně spolčil s Římem a vpadl Keltům do zad, což vedlo k jejich kompletní porážce. Tato událost zahájila římskou epochu. Město si udrželo pouze administrativní autonomii.

### Římská epocha
V roce 196 př. n. l. začala pro Bresciu římská epocha. Na rozdíl od jiných měst nebyla Brescia Římem přímo okupována, nýbrž se stala pouze spojencem. V republikánském období se město těšilo značné autonomii. Mohlo razit své mince a udržovat svou kulturu. Město bylo významným náboženským centrem; byly v něm tři chrámy (z nichž se jeden částečně zachoval dodnes). Byl vybudován vodovod, amfiteátr, lázně. Město zaznamenalo ekonomický rozvoj, ale venkovské obyvatelstvo trpělo chudobou a mnozí venkované narukovali do legií.

### Barbarské nájezdy
V roce 402 utrpěla Brescia nájezd gótských kmenů. V roce 452 ji vyplenili Hunové, v roce 476 dobyl Odoaker pádskou rovinu a zasadil císařství smrtelný úder.

### Středověk
Brescia se stala částí Odoakrovy říše. Ta zanikla s postupem Ostrogótů vedených králem Theodorichem, který se později mohl honosit přídomkem Veliký. Teodorik v roce 493 dobyl Bresciu a učinil z ní spolu s Veronou jedno ze svých hlavních sídel.
Zásadním momentem v historii města však byla invaze Langobardů (Lombardi) v roce 569, kteří nynější Lombardii dobyli a obsadili a až do dobytí Pavie roku 572 (po tříletém obléhání) byla budoucí Brixie jedno z jejich nejvýznamnějších měst - byla sídlem jednoho z jejich 14 vévodství. Langobardi postupně dobyli sever Itálie, Toskánsko a na jihu Itálie posléze skoro nezávislá vévodství Spoleto a Benevento a začali ohrožovat papežský Řím.
Papež požádal o pomoc franského krále Pipina III., který dvěma výpravami v letech 754 a 756 langobardskou expanzi zastavil. Roku 774 dobyl jeho nástupce Karel Veliký říši Langobardů, začlenil její území do franské říše a nechal se korunovat langobardským králem. Později, v roce 781, zde vytvořil dílčí italské království. V Brescii bylo založeno biskupství a záhy se biskup stal hrabětem, tedy vládnoucím vazalem krále. V letech 855 až 875 byla Brescia sídlem Ludvíka II. Mladšího, spoluvládce svého otce císaře Lothara, a de facto hlavním městem, i když v onu dobu to znamenalo něco jiného než dnes, Svaté říše římské.
Postupem doby se v Brescii měšťané a místní šlechta domohli moci a Brescia se začátkem 12. století stala svobodnou komunou. Následně Brescia rozšiřovala svou moc na úkor pozemkových vlastníků a sousedních komun, jmenovitě Bergama a Cremony - tu porazila ve dvou bitvách u Pontoglia, a v bitvách u Grumore (polovina 12. století) a u Malamorte (1192). Brescia se také jakožto člen lig lombardských měst zúčastňovala zápasu mezi císařem a papežem - „Boje o investituru“. Byla neúspěšně obléhána v roce 1238 císařem Fridrichem II. Štaufským. Bresciu se pokoušel také dobýt císař Jindřich VII. Lucemburský půl roku v roce 1311. Také císař Ruprecht III. Falcký vedl neúspěšný boj v blízkosti Brescie v roce 1401.
Po krátkém období, kdy Bresciu ovládali Scaligerové z Verony, připadla vláda Milánskému vévodství, které Bresciu v roce 1426 prodalo Benátské republice.

### Novověk
Benátské republice patřila s výjimkou let 1512 až 1520, kdy byla obsazena Francouzskými silami pod Gastonem de Foix, vévodou de Nemours, až do napoleonských válek. Po nich byla Brescia připojena k loutkovému rakouskému Lombardsko-benátskému království. K Itálii byla Brescia připojena v roce 1859. Za odboj proti fašismu byl městu udělen Zlatý řád.
Ve městě od poloviny 17. století po několik generací působili slavní puškaři rodu Cominazzi, z nichž nejslavnější byl Lazarino Cominazzi.

## Pamětihodnosti
- Náměstí Piazza della Loggia s radnicí je homogenní architektonický komplex a vzorný příklad renesančního náměstí.
- Náměstí Piazza della Vittoria je urbanistický komplex, který vznikl v 30. letech 20. století.
- Na náměstí Piazza Paolo VI (také známé jako Piazza Duomo) stojí starý chrám (rotunda) z 11. století, renesanční nový chrám a palác Broletto s věží.
- Náměstí Piazza del Foro - nejdůležitější komplex památek z římské doby v celé Lombardii.
- Románský kostel S. Salvatore - jeden z nejlepších příkladů středověké architektury v severní Itálii.
- Románsko-gotický kostel S. Francesco.
- S. Zenone all'Arco se středověkými freskami

Město je sídlem několika muzeí věnovaných regionální historii.

## Galerie

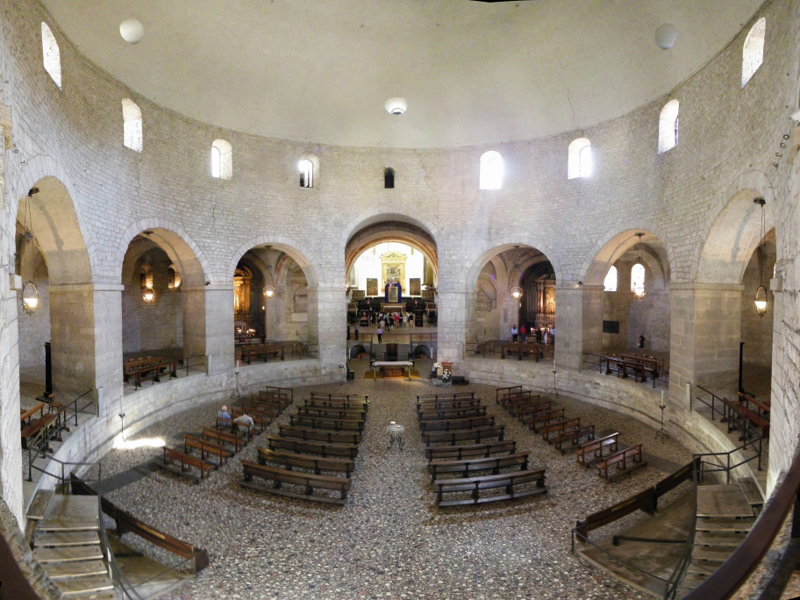
Stará katedrála, vnitřek
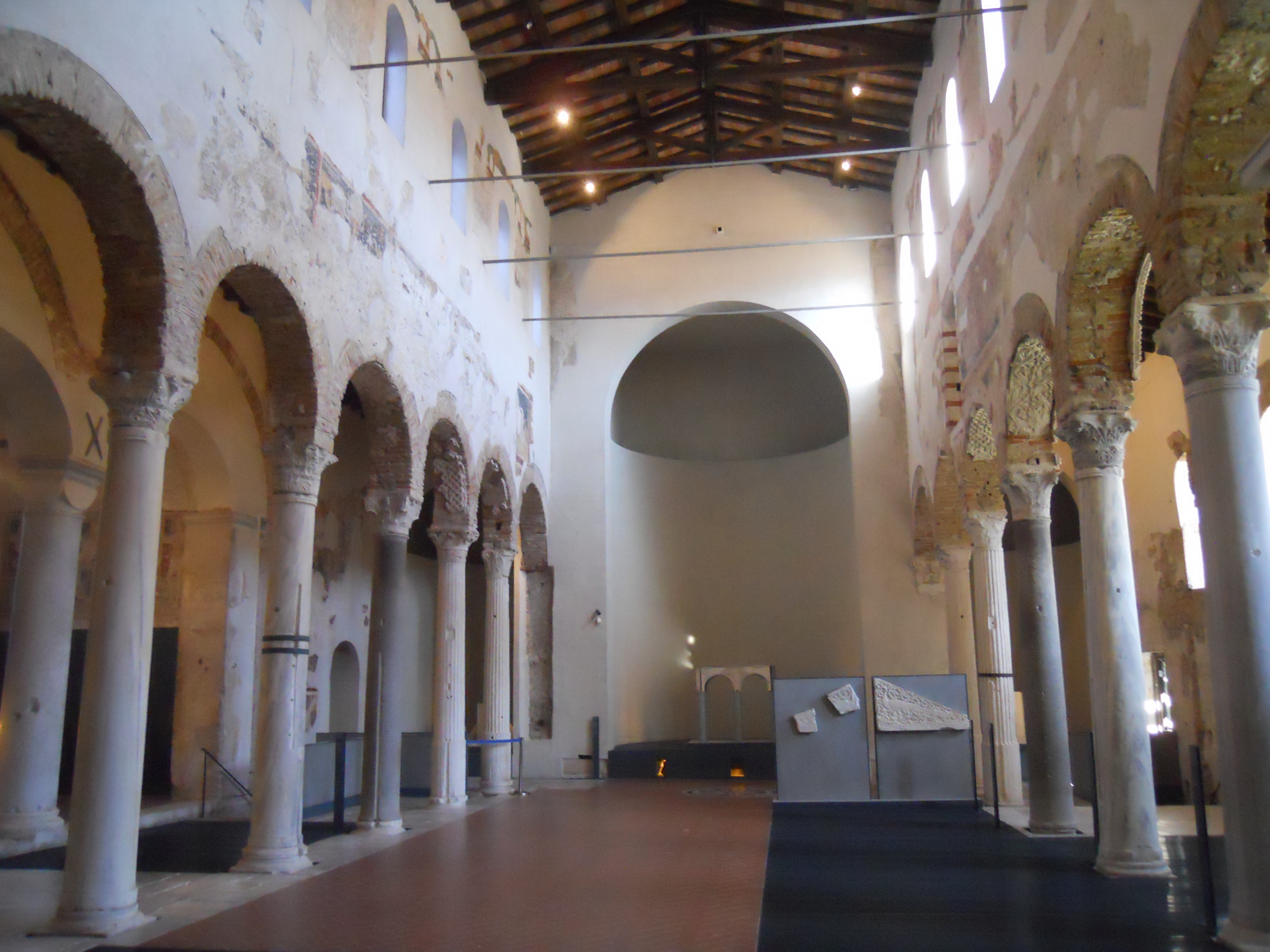
S. Salvatore, vnitřek
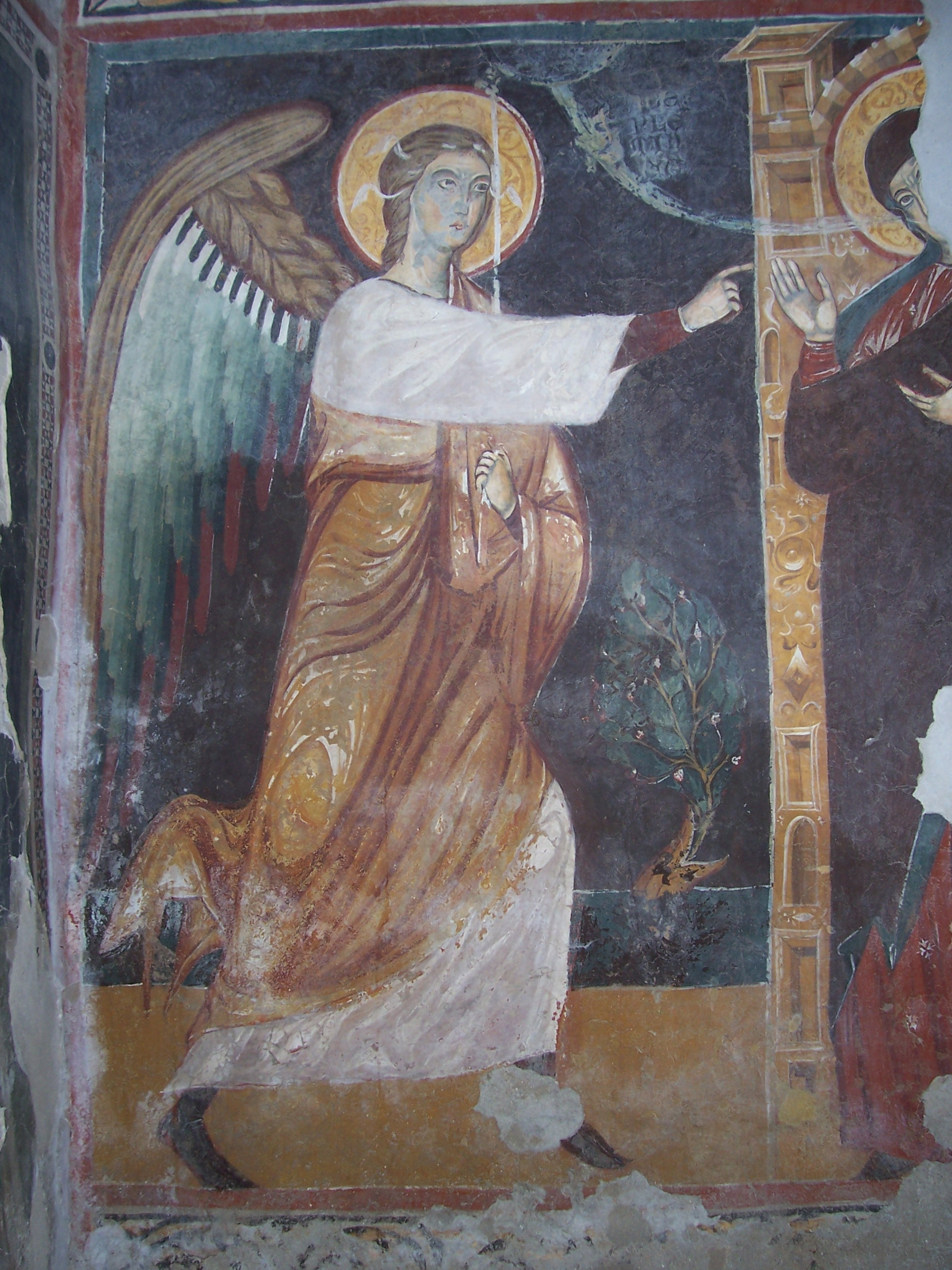
S. Zenone all'arco, freska Zvěstování
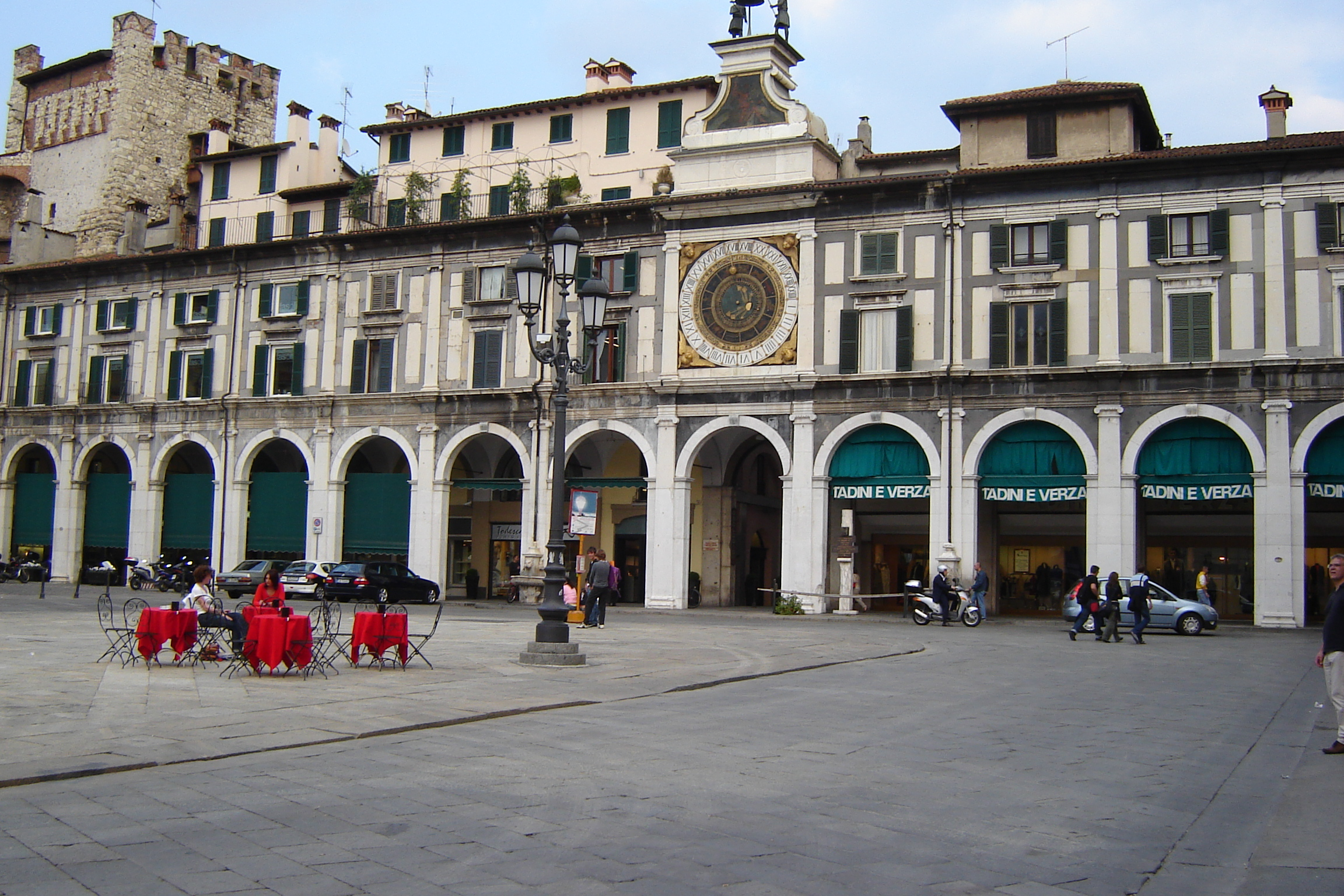
Piazza della Loggia
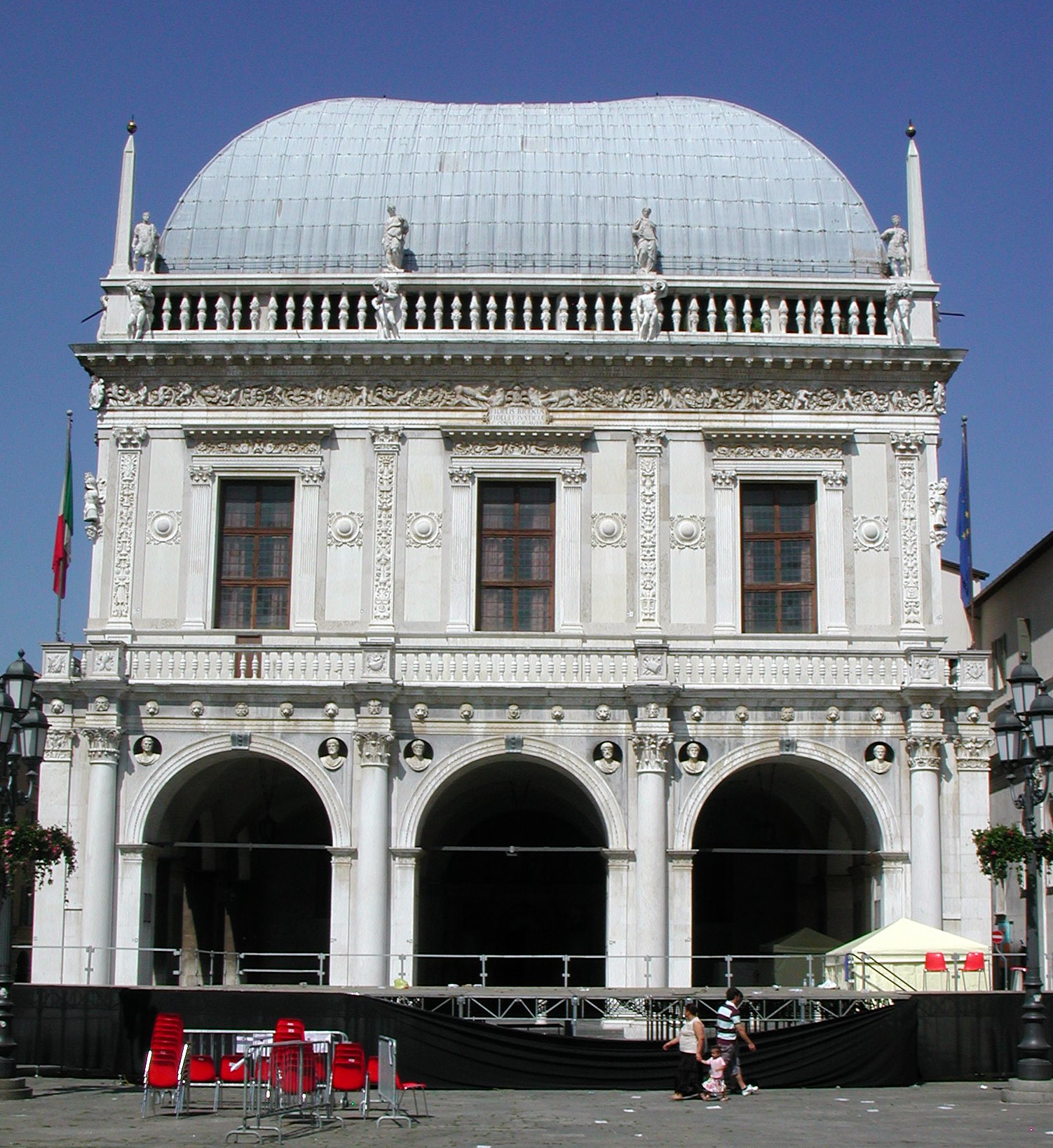
Radnice na Piazza della Loggia
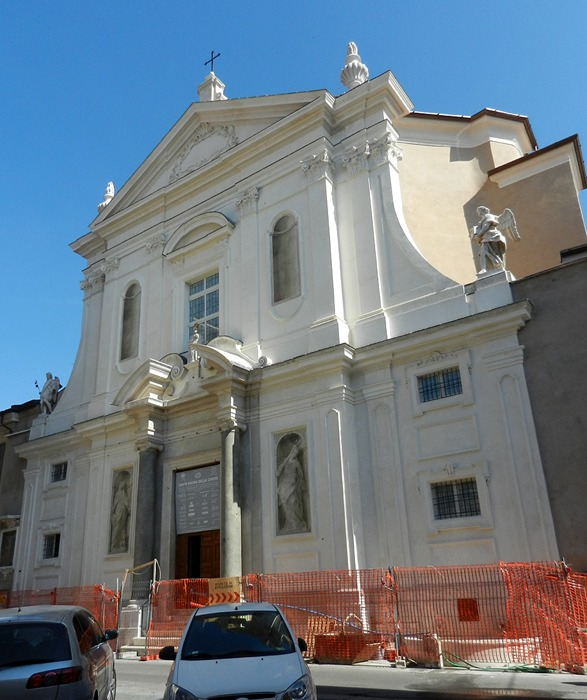
S: Maria della caritá
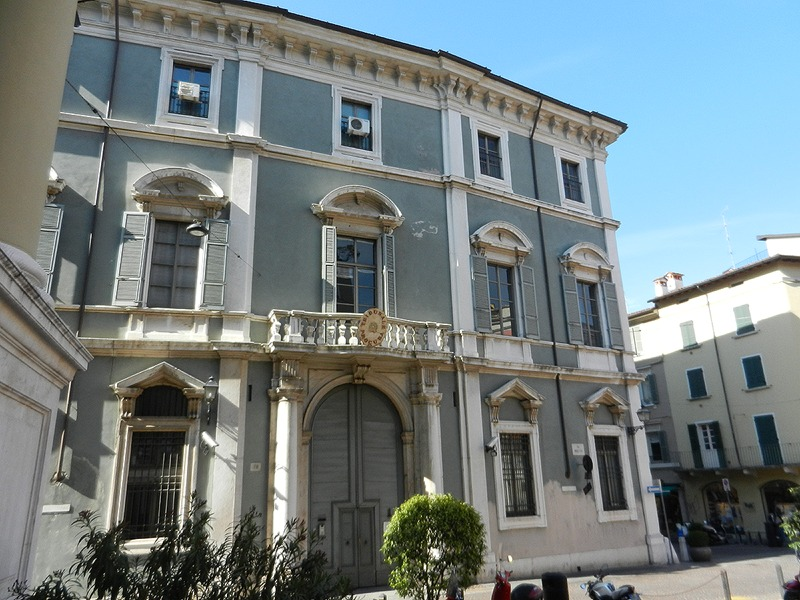
Palác Martinengo

## Hospodářství
Brescia je třetí nejdůležitější italskou průmyslovou oblastí. Hlavní obory: Kovodělný průmysl, zbrojařství, automobilový průmysl, dopravní prostředky, textil, potravinářský průmysl. Podniky jsou převážně malé a střední vlastněné rodinami.
V posledních desetiletích výrazně roste počet pracovních míst v sektoru služeb. V posledních letech roste kulturní význam města díky mnoha výstavám a zvýšenému zájmu o architektonické poklady.
Město má jednu z největších a nejmodernějších spaloven v Evropě.

## Doprava
Město má 1 linku metra. Byla otevřena roku 2013, je dlouhá 13,7 km, má 17 stanic, z toho 13 podzemních.
U města je letiště, není však využíváno žádnou pravidelnou linkou pro pasažéry, jen linkami cargo.

## Sport
Ve městě působí tradiční fotbalový klub Brescia Calcio, který v současnosti hraje nejvyšší italskou soutěž Seria A.

## Vývoj počtu obyvatel
Počet obyvatel

## Slavní rodáci
- Arnold z Brescie (asi 1100–1155), italský kazatel, reformátor[1]
- Stefana Quinzani (1457–1530), italská řeholnice a mystička[2]
- Niccolò Fontana Tartaglia (1499–1557), italský renesanční matematik a překladatel[3]
- Lodovico Pavoni (1784–1849), italský světec, římskokatolický kněz, zakladatel kongregace Synů Neposkvrněné Panny Marie[4]
- Maria Crocifissa Di Rosa (1813–1855), italská světice, zakladatelka řádu Milosrdných sester služebnic[5]
- Giuseppe Zanardelli (1826–1903), italský politik, premiér Itálie v letech 1901–1903[6]
- Giovanni Battista Piamarta (1841–1913), italský světec, římskokatolický kněz, zakladatel Kongregace Svaté rodiny Nazaretské[7]
- Giacomo Agostini (* 1942), bývalý italský motocyklový závodník, patnáctinásobný mistr světa[8]

## Partnerská města
- Machačkala, Rusko